# 짱구는 못말려 극장판: 부리부리 왕국의 보물
《짱구는 못말려 극장판: 부리부리 왕국의 보물》(일본어: 映画クレヨンしんちゃんブリブリ王国の秘宝)은 1994년 제작된 일본의 애니메이션 영화이다.
우스이 요시토의 《주간 액션》에 연재된 만화 《크레용 신짱》을 원작으로 제작된 TV시리즈 《짱구는 못말려》의 극장용 애니메이션 영화 시리즈 2편이다.
대한민국에서는 1995년 대우전자에서 수입해 비디오 제작 자회사인 동우영상㈜를 통해 VHS를 처음 출시하여 공개되었다. 제목은 《짱구는 못말려 제1탄 부리부리 왕국의 보물》으로, 1996년 연소자관람가 등급으로 출시되었다. 출시 당시에는 현지화를 진행한 한국어 더빙으로 공개되었으며, 이 때 대한민국에서 짱구는 못말려 애니메이션이 처음 소개되었다. 이후 2008년 대원미디어㈜에서 재수입하여 다시 더빙 작업을 진행하였고, 《극장판 짱구는 못말려 부리부리 왕국의 보물》이라는 제목으로 챔프, 애니원, 애니박스, 채널CGV에서 방영되었다. 방영 당시 등급은 15세 이상 관람가로 책정되었다. 더빙 작업 과정에서 한국식 이름과 지명을 사용했다. 대원방송에서는 한국어 더빙으로 공개되었으나, 영화 내의 주제가, 오프닝, 엔딩 등은 각 방송사에 따라 원어 자막(또는 생략)으로 방영했다.

## 평가
이 극장판은 전반적으로 매우 좋은 결과를 얻었다. 이전 극장판의 흥행에 힘입어 상당한 수익을 거두는 데 성공했다.

## 등장인물
- 노하라 신노스케 (신짱구)
- 노하라 히로시 (신형만)
- 노하라 미사에 (봉미선)
- 슨노케시 왕세자 (찡구 왕세자, 한국어 비디오판에서는 구짱 왕세자)
- 루루 루 루루
- 아나콘다
- 미스터 허브
- 니나
- 샐리
- 부리부리 마왕
- 흑 부리부리 마왕

## 캐스트
- 노하라 신노스케 - 야지마 아키코
- 노하라 히로시 - 후지와라 케이지
- 노하라 미사에 - 나라하시 미키
- 원장 선생님 - 나야 로쿠로
- 요시나가 미도리 선생님 - 타카다 유미
- 마츠자카 우메 선생님 - 토미자와 미치에
- 카자마 토루 - 마시마 마리
- 사쿠라다 네네 - 하야시 타마오
- 보오 - 사토 치에
- 옆집 아줌마 - 스즈키 레이코
- 아나콘다 - 토미타 코세이
- 미스터 허브 - 나카타 코우지
- 니나 - 야라 유사쿠
- 샐리 - 시오자와 카네토
- 부리부리 마왕 - 카토 세이조
- 흑 부리부리 마왕 - 나야 로쿠로
- 대장 - 사사오카 시게조
- 경비병 1 - 반도 나오키
- 경비병 2 - 야마자키 타쿠미
- 경비병 3 - 카케가와 히로히코
- 디렉터 - 유우키 히로
- 부리부리 왕국 대국왕 - 미야우치 코헤이
- 슨노케시 왕세자 - 카와타 타에코
- 루루 루 루루 - 사유리
- 아기 원숭이 - 코오로기 사토미
- 코미야 에츠코 - 코미야 에츠코

## 한국어 더빙
-챔프TV-
- 짱구 - 박영남
- 짱구 아빠 - 오세홍
- 짱구 엄마 / 맹구 - 강희선
- 철수 / 차미리 - 여민정
- 흰둥이 / 유리 / 찡구 왕세자 - 장경희
- 훈이 - 정혜옥
- 루루 - 배주영
- 원장 - 현경수
- 채성아 - 하은진
- 나미리 - 윤여진
- 아나콘다 - 정승욱
- 허브 - 양석정
- 샐리 - 정명준
- 니나 - 이주창

-VHS-
- 수입: 대우전자
- 출시(비디오제작), 심의: ㈜동우영상
- 판매원: ㈜세음미디어

목소리 출연
- 짱구 - 이영주
- 짱구 아빠 - 유동현
- 짱구 엄마 - 송연희
- 샐리 - 이재명
- 니나 - 조동희
- 하브 - 최병상
- 아나콘다 - 김준
- 부리부리 마신 - 서문석
- 구짱 왕세자 - 차명화
- 룰루 - 임은정

-SBS-
- 짱구 - 박영남
- 짱구 아빠 - 오세홍
- 짱구 엄마 - 박영희
- 철수 - 김정애
- 유리 - 한수경
- 훈이 / 흰둥이 - 김미정
- 맹구 - 강희선
- 원장 / 샐리 - 김관진
- 채성아 - 안경진
- 나미리 - 최향윤
- 아나콘다 - 김강산
- 허브 - 강구한
- 니나 - 홍승섭
- 찡구 왕세자 - 박은숙
- 루루 - 이선

## 스태프
- 원작 : 우스이 요시토 《크레용 신짱》
- 캐릭터 원안 : 우스이 요시토
- 작화감독 : 하라 카츠노리, 츠츠미 노리유키
- 연출 : 하라 케이이치
- 미술감독 : 노무라 카나코
- 촬영감독 : 타카하시 히데코
- 점토 애니메이션 : 이시다 타쿠야
- 음악 : 아라카와 토시유키
- 녹음감독 : 오오쿠마 아키라
- 편집 : 오카야스 하지메
- 프로듀서 : 모기 히토시, 오오타 켄지, 호리우치 타카시
- 감독 : 혼고 미츠루
- 각본 · 그림 콘티 : 혼고 미츠루, 하라 케이이치
- 설정 디자인 : 니시무라 히로유키, 유아사 마사아키
- 미술설정 : 호시노 나오미
- 캐릭터 디자인 : 하라 카츠노리
- 색 지정 : 노나카 사치코
- 특수효과 : 도이 미치아키
- 동화 체크 : 오하라 켄지
- 연출 조수 : 미즈시마 츠토무
- 동화 : 교토 애니메이션, 스튜디오 정글짐
- 마무리 : 교토 애니메이션, 스튜디오 시마
- 마무리 검사 : 타카기 리에, 나카니시 케이코, 마츠다 리에, 마츠타니 사나에, 호리코시 토모코
- 배경 : 아틀리에 로쿠
- 촬영 : 아사히 프로덕션
- 에리 합성 : 와타나베 유리오, 스에히로 타카시
- 편집 : 코지마 토시히코, 나카하 유미코, 무라이 히데아키, 카와사키 아키히로, 미야케 요시키
- 효과 : 마츠다 아키히코 (피즈 사운드 크리에이션)
- 녹음 스튜디오 : APU 스튜디오
- 정음 : 시바타 노부히로, 오오타니 요이치
- 녹음제작 : 오디오 플래닝 유
- 제작 어시스턴트 : 이이쿠사 요시카
- 제작 데스크 : 야마카와 준이치, 와다 야스시
- 제작진행 : 카이세이 사토시, 사이토 아츠시, 우치다 카즈히로, 시무라 히로아키, 벳시 나오키, 하치다 아키코, 오오하시 나가하루, 모리타 신지
- 타이틀 : 미치카와 아키라
- 음악제작 : 이매진
- 현상 : 도쿄 현상소
- 기술협력 : 모리 미키오
- 제작 : 신에이 동화, ASATSU, 테레비 아사히
- 배급 : 토호

### 원화
- 하야시 시즈카, 타카쿠라 요시히코, 니시무라 히로유키, 오오츠카 마사미, 아라카와 마사츠구
- 사이토 타쿠야, 테츠라 토시아키, 마츠야마 마사히코, 코야마 아키히로, 안도 마사히로
- 오와시 히데토시, 오오모리 타카토시, 카도와키 코이치, 마츠시타 요시히로, 우에타카 도요시오
- 오카다 사치코, 오오쿠보 오사무, 타츠시마 히로미, 요시다 타다카츠, 츠지 요시히토
- 코마와 사토시, 와카마츠 타카시, 마마다 마스오, 이리에 야스토모, 하라 카츠노리, 츠츠미 노리유키

## VHS·DVD
- VHS - 1995년 4월 25일 반다이 비주얼에서 발매
- DVD - 2003년 4월 25일 반다이 비주얼에서 발매

## 같이 보기
- 짱구는 못말려 (영화 시리즈)